# Наука в Ивано-Франковске
Эта статья посвящена науке в Ивано-Франковске.

## Общая информация
По данным статистического наблюдения на 1.10.2008 года, в Ивано-Франковской области работало 1558 специалистов высшей квалификации, в том числе докторов наук — 202 человека, кандидатов наук — 1356 человек. По сравнению с предыдущим годом численность докторов наук увеличилась на 3,6%, а кандидатов наук — на 6,5%.
Среди представителей научной элиты края высшие учёные звания академика и члена-корреспондента имеют 32 доктора наук и 26 кандидатов наук, звание профессора — 146 и 15 человек, соответственно.
Более 36% общей численности специалистов высшей квалификации, а именно 563 человека, — женщины. Из них 6% — доктора наук и 94% — кандидаты наук.
Почти каждый третий специалист находится в самом продуктивном возрасте — до 40 лет, что свидетельствует о наличии достаточно активного научного потенциала. После достижения пенсионного возраста продолжают работать 19% женщин и 30% мужчин.
Преобладающее количество специалистов высшей квалификации — докторов и кандидатов наук, как и в предыдущие годы, сосредоточена в сфере высшего образования. В частности, в Прикарпатском национальном университете им. В.Стефаника — 499, в Ивано-Франковском национальном техническом университете нефти и газа — 346, в Ивано-Франковском национальном медицинском университете — 337 человек.
В 2008г. выполнением научных и научно-технических работ в области занималось 27 организаций, почти 11% из которых — организации академического сектора науки, 78% — отраслевого, 11% — высшего образования.
В течение ряда лет остается наибольшей количество организаций, которые выполняют работы в области технических наук. Отдельные научные организации области специализируются в области сельскохозяйственных, геологических, медицинских, экономических, педагогических наук, или имеют многоотраслевой профиль.
Численность работников научных учреждений и организаций в 2008 году уменьшилась по сравнению с предыдущим годом на 5,7% и составила 1094 человека. В работах на условиях совместительства приняли участие 852 ученые, что на 37% меньше, чем в 2007 году.
Каждый четвёртый среди научных работников с учётом совместителей — это специалист высшей квалификации с учёной степенью. Всего в различных отраслях экономики области работали по состоянию на 1.10.2008 года 1558 докторов и кандидатов наук.
Объём научно-технических работ, выполненных собственными силами научных организаций области, в прошлом году составил почти 51 млн грн. Среди выполненных работ 20 направлено на создание новых изделий, 133 — новых технологий, 35 — новых материалов, 8 — сортов растений, 125 — методов и теорий и тому подобное.
Финансирование научно-технической деятельности осуществлялось в основном за счёт средств организаций-заказчиков (71% общего объема). Доля ассигнований из государственного и местных бюджетов составила 27% против 15,5% в 2000 году.
Новаторская активность работников, занятых в экономике области, довольно высока по сравнению с другими регионами Украины. Количество её участников в расчёте на 10 тыс. работающих составила в 2008 году 42 человека, что соответствует 4 месту среди регионов Украины, после Харьковской (61), Донецкой (52) и Запорожской (47) областей.
Всего над созданием изобретений, полезных моделей, промышленных образцов и рационализаторских предложений работали 1038 человек против 1041 в 2007 г., в том числе авторов рационализаторских предложений — 397 против 389 человек.
Государственным департаментом интеллектуальной собственности Украины на имя заявителей в области в течение года выдано 246 охранных документов, из них 149 — на полезные модели.
Количество использованных изобретений, полезных моделей, промышленных образцов и рационализаторских предложений составила за год 743 и возросла против предыдущего года на 13,6%.
В течение 2008 года в Ивано-Франковске инновационной деятельностью занималось каждое третье из обследованных промышленных предприятий. Наиболее восприимчивыми к нововведениям были предприятия по производству пищевых продуктов и напитков, неметаллической минеральной продукции, машиностроение, где доля занимавшихся инновациями, составила 43-67%.
В течение года в промышленности освоено производство 33 наименований инновационных видов продукции, в том числе 6 видов машин, аппаратов, приборов, внедрено 15 новых технологических процессов, 73,3% из которых ресурсосберегающие.
На проведение инновационных мероприятий в 2008 г. было потрачено 103,1 млн грн., из которых почти 40% составили расходы предприятий машиностроения и 38,7% — по производству пищевых продуктов и напитков. Большинство предприятий (55,6%) выполняли инновационные работы за счет собственных средств, доля которых в общем объеме финансирования составила 61,9%. Кредитам обеспечено 17,1% объема инновационных затрат, средствами государственного и местных бюджетов — 3,8% и 1,3% соответственно.
Почти 93% инновационно активных предприятий реализовывали инновационную продукцию, объем которой в 2008 г. составил 378,2 млн грн. или 15,7% общего объема реализации, против 235,9 млн грн. и 13,7% в предыдущем году
Каждое третье машиностроительное предприятие осуществляло инновационную деятельность. В 2008 г. на инновационные работы предприятия потратили 41,1 млн грн., что почти на уровне предыдущего года. Ими реализовано 71,4 млн грн. инновационной продукции, или 9% общего объема реализованной продукции области.

## Известные учёные Ивано-Франковска[5]
- Благун Иван Семенович — Заслуженный деятель науки и техники Украины (2009), доктор экономических наук, профессор, заведующий кафедрой экономической кибернетики Прикарпатского национального университета имени В. Стефаника.

- Бойко Василий Степанович[укр.] — Заслуженный деятель науки и техники Украины (1994), доктор технических наук, профессор кафедры разработки и эксплуатации нефтяных и газовых месторождений Ивано-Франковского национального технического университета нефти и газа, академик Украинской нефтегазовой академии.

- Василюк Михаил Дмитриевич — Заслуженный деятель науки и техники Украины (2006), доктор медицинских наук, профессор Ивано-Франковского национального медицинского университета.

- Векерик Василий Иванович — Заслуженный деятель науки и техники Украины (2007), заведующий кафедрой теоретической механики, действительный член Украинской нефтегазовой академии, член Президиума академии, руководитель отделения „Нефтегазовое оборудование и механизмы”, член-корреспондент Горной академии Украины, Лауреат Государственной премии Украины в области науки и техники.

- Генык Степан Николаевич — Заслуженный деятель науки и техники Украины (1995), доктор медицинских наук, профессор Ивано-Франковского национального медицинского университета.

- Грабовецкий Владимир Васильевич — Заслуженный деятель науки и техники Украины (1995), доктор исторических наук, профессор Прикарпатского национального университета имени В. Стефаника.

- Дикий Богдан Николаевич — Заслуженный деятель науки и техники Украины (2005), доктор медицинских наук, профессор, заведующий кафедрой инфекционных болезней с курсом эпидемиологии Ивано-Франковского национального медицинского университета.

- Качкан Владимир Афанасьевич — Заслуженный деятель науки и техники Украины (2003), доктор философских наук, профессор, академик высшей школы, заведующий кафедрой украиноведения с курсом философии Ивано-Франковского национального медицинского университета.

- Карпаш Олег Михайлович — Заслуженный деятель науки и техники Украины (2001), доктор технических наук, профессор, проректор по научной работе Ивано-Франковского национального технического университета нефти и газа, академик Украинской нефтегазовой академии, Горной академии и Международной академии стандартизации, Лауреат Государственной премии Украины в области науки и техники.

- Кондрат Роман Михайлович — Заслуженный деятель науки и техники Украины (1994), доктор технических наук, профессор, заведующий кафедрой разработки и эксплуатации нефтяных и газовых месторождений Ивано-Франковского национального технического университета нефти и газа, Заслуженный работник Укргазпрома”, академик Украинской нефтегазовой академии, член-корреспондент Академии горных наук Украины, Лауреат Государственной премии Украины в области науки и техники.

- Кононенко Виталий Иванович — Заслуженный деятель науки и техники УССР (1989), доктор филологических наук, профессор, советник ректора, заведующий кафедрой общего и германского языкознания Прикарпатского национального университета имени В. Стефаника, академик АНП Украины.

- Крыжановский Евстафий Иванович[укр.] — Заслуженный деятель науки и техники Украины (2002), доктор технических наук, профессор, ректор Ивано-Франковского национального технического университета нефти и газа, Заслуженный работник «Укргазпрома», Почетный разведчик недр, действительный член Международной академии наук высшей школы, Академии наук высшей школы Украины, Украинской нефтегазовой академии, Академии горных наук Украины, Лауреат Государственной премии Украины в области науки и техники.

- Кугутяк Николай Васильевич — Заслуженный деятель науки и техники Украины (2007), доктор исторических наук, профессор, директор института истории и политологии, заведующий кафедры этнологии и археологии Прикарпатского национального университета имени В. Стефаника.

- Кузьменко Эдуард Дмитриевич — Заслуженный деятель науки и техники Украины (2008), доктор геолого-минералогических наук, профессор, заведующий кафедрой геотехногенної безопасности и геоинформатики Ивано-Франковского национального технического университета нефти и газа, „Почетный разведчик недр”, академик Украинской нефтегазовой академии, Международной академии авторов научных открытий и изобретений.

- Левицкий Владимир Андреевич — Заслуженный деятель науки и техники Украины (2009), доктор медицинских наук, профессор, заведующий кафедрой анатомии человека Ивано-Франковского национального медицинского университета.

- Марчук Василий Васильевич — Заслуженный деятель науки и техники Украины (2010), доктор исторических наук, профессор, заведующий кафедры политологии Прикарпатского национального университета им. Василия Стефаника.

- Орбан-Лембрик Лидия Эрнестовна — Заслуженный деятель науки и техники Украины (2000), доктор психологических наук, профессор, заведующий кафедрой социальной психологии Прикарпатского национального университета им. Василия Стефаника.

- Остафийчук Богдан Константинович — Заслуженный деятель науки и техники Украины (2005), доктор физико-математических наук, профессор, ректор Прикарпатского национального университета им. В. Стефаника, заведующий кафедрой материаловедения и новейших технологий, член-корреспондент НАН Украины, Лауреат Государственной премии Украины в области науки и техники.

- Рыжик Валерьян Николаевич — Заслуженный деятель науки и техники Украины (2009), доктор медицинских наук, профессор, заведующий кафедрой радиологии с курсом радиационной медицины Ивано-Франковского национального медицинского университета.

- Рожко Николай Михайлович – Заслуженный деятель науки и техники Украины (2003), доктор медицинских наук, профессор, заведующий кафедры стоматологии факультета последипломного образования, проректор по международным отношениям Ивано-Франковского национального медицинского университета.

- Семенцов Георгий Никифорович — Заслуженный деятель науки и техники Украины (2009), доктор технических наук, профессор, заведующий кафедрой автоматизации технологических процессов и мониторинга в экологии Ивано-Франковского национального технического университета нефти и газа.

- Середюк Нестор Николаевич – Заслуженный деятель науки и техники УССР (1990), доктор медицинских наук, профессор, проректор по научной работе Ивано-Франковского национального медицинского университета, заведующий кафедрой внутренней медицины №2, академик Академии наук технологической кибернетики Украины.

- Ткачук Ирина Григорьевна — Заслуженный деятель науки и техники Украины (2007), доктор экономических наук, профессор, заведующий кафедрой финансов национального университета Прикарпатья имени В. Стефаника, руководитель научной школы по проблемам региональной экономики, основатель Прикарпатского научно-аналитического центра.

- Фрейк Дмитрий Михайлович — Заслуженный деятель науки и техники Украины (1993), доктор химических наук, профессор, руководитель физико-химического института Прикарпатского национального университета им. В. Стефаника, академик Международной термоэлектрической академии, действительный член Нью-Йоркской академии наук, Соросовский профессор.

- Хороб Степан Иванович — Заслуженный деятель науки и техники Украины (2010), доктор филологических наук, профессор, директор института филологии, заведующий кафедры украинской литературы Прикарпатского национального университета имени В. Стефаника.

- Шевчук Михаил Григорьевич — Заслуженный деятель науки и техники Украины (1994), доктор медицинских наук, профессор.

- Яремийчук Роман Семёнович — Заслуженный деятель науки и техники Украинской ССР (1988), доктор технических наук, профессор, декан факультета морских нефтегазовых технологий Ивано-Франковского национального технического университета нефти и газа, академик Украинской нефтегазовой академии, член Российской академии естественных наук им. В. Вернадского, действительный член Белорусской горной академии.